# Ichpaatun
Ichpaatun, auch Ichpatun, ist eine Maya-Stätte auf der mexikanischen Halbinsel Yucatán im Bundesstaat Quintana Roo.
Der Ort befindet sich ca. 15 km nördlich von Chactemal in der Bucht von Chetumal und gehört damit zu einer ganzen Reihe von Zentren an der dichtbesiedelten Karibikküste Yucatáns. Viele dieser Küstenzentren wie El Meco, San Gervasio, Zama und Santa Rita, so auch Ichpaatun, wurden in geographischen Schlüsselpositionen angelegt. Ichpaatun war zudem wie sonst nur Ich Paa und Zama von einer Wehrmauer eingefasst.
Pachimalahix, der Herrscher der Acalán Maya, soll zum Ende des 15. Jahrhunderts einen Krieg gegen das Cuchcabal Chetumal geführt haben. Infolgedessen kam es zu einer Einwanderung von Chontal Maya, die die dortigen Orte besiedelten oder dominierten. Ichpaatun war auch die Basis von Gonzalo Guerrero, der vom Sklaven zum Schwiegersohn des dortigen Halach Uinik, Nachan Can, aufstieg, erst Nacom war und schließlich selbst Kazike wurde, als solcher erbitterten Widerstand gegen die Konquista leistete. So wurde die Region Chetumal auch erst im späten 16. Jahrhundert unterworfen. Ichpaatun wird in der frühen Kolonialzeit nur 1582 einmal in einer Liste von Siedlungen als Mayapán (wohl wegen der auch dort vorhandenen Stadtmauer) genannt. Nahe dem Ort befindet sich jedoch eine Kirchenruine La Iglesia des frühen Ramada-Typs. Vermutlich wurde die Siedlung noch im ausgehenden 16. Jahrhundert verlassen.